# Bernd Pischetsrieder
Bernd Peter Pischetsrieder, né le 15 février 1948 à Munich, est un ingénieur et chef d'entreprise automobile allemand. 

## Biographie
Né à Munich, en Bavière, il étudie l'ingénierie mécanique à l'université technique de Munich de 1968 à 1972. Il commence sa carrière chez BMW en 1973 en tant qu'ingénieur de planification de la production. Par la suite, il est promu président du conseil d'administration de BMW, poste qu'il occupe de 1993 à 1999. Il est également président du conseil d'administration de Volkswagen AG, la société mère du groupe Volkswagen, de 2002 à 2006, et président de Scania AB jusqu'en 2007. 
À l'époque où il dirige BMW, Bernd Pischetsrieder est connu pour avoir consolidé la position de la société en tant que leader sur le marché des voitures de luxe, avec une solide réputation dans le domaine du sport et de l'ingénierie. Sa décision, en 1994, de racheter le groupe Rover à British Aerospace a été largement considérée comme un échec sur le papier, bien qu'une grande partie des actifs ait été vendue avec un profit considérable et ait permis à BMW de devenir propriétaire de la précieuse marque Mini. Une réalisation plus durable a été la reprise de la marque Rolls-Royce, un accord qui a laissé le directeur du groupe Volkswagen, Ferdinand Piëch, avec seulement la marque Bentley et l'usine de Crewe. 
En 2000, Pischetsrieder rejoint le groupe Volkswagen, chargé dans un premier temps de la qualité, en tant que "porte-voix du client" pour l'ensemble du groupe, tout en étant responsable de la nouvelle orientation donnée à la marque SEAT. En fait, le 1er juillet 2000, il devient directeur général de la marque et reste à ce poste jusqu'au 6 mars 2002. Le 16 avril 2002, Pischetsrieder succède à Piëch au poste de président de Volkswagen AG. Il demande à Bugatti Automobiles de remanier la Bugatti Veyron 16.4, retardant ainsi son lancement. Il a par ailleurs continué à faire monter en gamme les marques Audi et Volkswagen. 
Dans une annonce surprise, il est annoncé le 7 novembre 2006 que Pischetsrieder quittera son poste le 31 décembre de la même année et est remplacé par Martin Winterkorn, qui était à la tête de la division Audi. Sous la direction de Pischetsrieder, le cours de l'action Volkswagen a augmenté de 80%, et sa révocation a été contestée notamment par Christian Wulff, membre du conseil de surveillance, qui occupait ce poste en raison de sa fonction de ministre-président de Basse-Saxe (la Basse-Saxe est un actionnaire important de Volkswagen). Le licenciement de Pischetsrieder semble résulter de différends avec Ferdinand Piëch. 
Depuis 2013, il est président de la compagnie de réassurance Munich Re. En avril 2014, il est élu au conseil de surveillance de Daimler AG, fonction qu'il exerce jusqu'en 2019.